# Goldi (Geschichte)
Goldi, auch Goldkind (schwedisch Gull-Pian) ist eine Geschichte von Astrid Lindgren.

## Handlung
Evas Mutter ist im Krankenhaus und ihr Vater ist als Steuermann auf einem Schiff unterwegs. Daher lebt Eva bei ihren beiden Tanten. Evas Cousine Berit wohnt auch dort. Doch während Berit von ihren Tanten verwöhnt wird, hört Eva kein liebes Wort. Stattdessen behandeln die Tanten Eva wie einen Dienstboten. Egal wie gemein Berit sich gegenüber Eva verhält, immer ist Eva die Schuldige. Eva vermisst ihre Mutter so sehr. Diese war immer so lieb zu ihr und hat Eva ihr Goldkind genannt. Von ihr hat Eva auch eine Puppe bekommen, die Eva Fia-Lisa nennt. In dieser lieblosen Umgebung ist Fia-Lisa das Einzige was Eva noch lieb und teuer ist. Berit ärgert Eva, indem sie zu der Puppe „Dreckspuppe“ sagt. Doch wenn Eva sich wehrt, wird sie von ihren Tanten in den Schuppen gesperrt. Berit hingegen darf ungestört auf Evas Puppe eintreten.
Eines Tages möchten Evas Tanten Rhabarbergrütze machen. Sie haben jedoch kein Kartoffelmehl mehr und so schicken sie Eva in die Stadt um welches zu holen. Ihnen ist dabei egal, das sich ein Gewitter anbahnt und der Weg in die Stadt sehr weit ist. Nicht mal ihre Puppe, die Eva ein wenig die Angst vorm Gewitter nehmen würde, darf Eva mitnehmen. Eva legt diese daher auf die Veranda, damit diese nicht nass wird.
Als sie an dem Geschäft ankommt, ist Eva durchnässt. Die Verkäuferin ist entsetzt, dass Evas Tanten das Kind bei dem Wetter in die Stadt geschickt haben. Doch auch sie tut nichts, um Eva zu helfen. Auf ihrem Rückweg sieht Eva Fia-Lisa. Berit hat die Puppe auf den Weg, in die Nässe geschmissen. Goldi ist wütend. Sie tut etwas, an das sich ihre Tanten noch erinnern werden, wenn Eva längst wieder bei ihrer Mutter ist. Sie knallt das Kartoffelmehl aufs Tablett und sagt: „Holt euch der Teufel – euch alle drei“.

## Hintergrund
Die Geschichte wurde erstmals 1950 in der schwedischen Zeitschrift Vi veröffentlicht. Illustriert wurde die Geschichte von Ingrid Vang Nyman. Im selben Jahr erschien die Geschichte mit Vang Nymans Illustrationen auch in der Kurzgeschichtensammlung Kajsa Kavat. Die Geschichte wurde in verschiedene Sprachen übersetzt, darunter Deutsch und Französisch. Der Titel Goldi oder Goldkind stammt von dem Kosenamen, den Evas Mutter dieser in der Geschichte gegeben hat.

## Verfilmung
Staffan Götestam drehte im Jahr 1989 die gleichnamige Verfilmung zu der Geschichte.

## In Deutschland veröffentlicht in
- Sammelaugust und andere Kinder, 1952, Verlag Friedrich Oetinger, Hamburg, illustriert von Ingrid Vang Nyman, ins Deutsche übersetzt von Karl Kurt Peters
- Astrid Lindgren erzählt, 1971, Verlag Friedrich Oetinger, Hamburg, illustriert von Margret Rettich, ins Deutsche übersetzt von Karl Kurt Peters
- Erzählungen, 1990, Verlag Friedrich Oetinger, Hamburg, illustriert von Ilon Wikland, ins Deutsche übersetzt von Karl Kurt Peters
- Die Puppe Mirabell und andere Geschichten, 2006, Verlag Friedrich Oetinger, Hamburg, illustriert von Ilon Wikland, ins Deutsche übersetzt von Karl Kurt Peters
- Erzählungen und Märchen, 2007, Verlag Friedrich Oetinger, Hamburg, illustriert von Ilon Wikland, ins Deutsche übersetzt von Karl Kurt Peters